# Гудааська сільська адміністрація
Гуда́аська сільська́ адміністра́ція (абх. Гәдаа ақыҭа ахадара) — сільська адміністрація в складі Очамчирського району Абхазії. Адміністративний центр адміністрації — село Гудаа.
Сільська адміністрація в часи СРСР існувала як Гудавська сільська рада Гальського району. 1994 року, після адміністративної реформи в Абхазії, сільська рада була перетворена на сільську адміністрацію, перейменована і передана до складу Очамчирського району.
В адміністративному відношенні сільська адміністрація утворена з 2 сіл:
- Гудаа (Меоре-Гудава, Пірвелі-Гудава, Приморськ)
- Ахурі (Охурей)

| Грузія | Це незавершена стаття з географії Грузії. Ви можете допомогти проєкту, виправивши або дописавши її. |